# Użytkownik końcowy
Użytkownik końcowy (ang. end user; również końcowy odbiorca) – w ekonomii użytkownik, który konsumuje dostarczony mu produkt lub usługę. W odróżnieniu od pośredników końcowy odbiorca nie odsprzedaje produktu dalej. Przykładowo: końcowy odbiorca ponosi ostateczne koszty podatku VAT, czy jest odbiorcą licencji końcowego użytkownika.
Według polskiej ustawy Prawo komunikacji elektronicznej, która zastąpiła obowiązującą w latach 2004-2024 ustawę Prawo telekomunikacyjne, użytkownik końcowy to podmiot korzystający z publicznie dostępnej usługi komunikacji elektronicznej lub żądający świadczenia takiej usługi, dla zaspokojenia własnych potrzeb (art. 2 pkt 86).
Według europejskiego kodeksu łączności elektronicznej oznacza użytkownika, który nie udostępnia publicznych sieci łączności elektronicznej ani publicznie dostępnych usług łączności elektronicznej.